# SS-Bewerber
SS-Bewerber (SS-B; SS-Bew.) of ook SS-Staffel-Bewerber was de verzamelnaam voor de kandidaten, die zich hadden aangemeld voor de toelating in de Allgemeine SS of de gewapende SS-eenheden. Namelijk de SS-Verfügungstruppe (SS-Staffel-Bewerber der SS-VT) en de SS-Totenkopfverbände (SS-Staffel-Bewerber der SS-TV) gesolliciteerd hadden. 
In tegenstelling tot de SS-Anwärter, die de volgende rang in de SS vertegenwoordigde. En die vanaf 1938 over een voorlopige SS-identiteitskaart beschikte, en vanaf 1 januari 1939 over een definitieve SS-identiteitskaart beschikte, waren Bewerber geen lid van de Schutzstaffel.
SS-Bewerber sind Männer, die sich um die Aufnahme in die Schutzstaffel beworben haben und die bei der SS-Annahmeuntersuchung sowohl SS-tauglich als auch SS-geeignet befunden wurden, über deren Aufnahme aber noch nicht entschieden ist.— Berlin am 14. Januar 1939, der Chef des SS-Hauptamtes, VI/Az. B10/1.12.38
SS-Bewerber zijn mannen die zich hebben aangemeld voor de toelating in de Schutzstaffel, en die bij de SS-aanname onderzoek zowel voor de SS-bruikbaar als ook voor de SS-geschikt bevonden werden, maar er is nog geen beslissing genomen of ze zullen worden opgenomen.
Deze definitie gold met terugwerkende kracht tot 1 januari 1939. Als SS-Bewerber gold nu iedereen die zijn acceptatie- en verplichtings-officieel stuk had ingediend en met succes was geslaagd voor het "raciaal" grondig onderzocht.
De Bewerber was bevoegd om deel te nemen aan de reguliere SS-dienst als lid van een Bewerber-peloton, en om het uniform van de SS te dragen, maar zonder handwapen ("SS-Ehrendolch") en kraagspiegels.
Vóór 1939 was het verplicht voor SS-Bewerber om partijlid te zijn van de NSDAP, maar deze regeling werd versoepeld met betrekking tot de Verfügungstruppe.
Uit de SS-Verfügungstruppe, Junkerschulen en de SS-Totenkopfverbände werd de Waffen-SS opgericht, in 1941 werd de militaire rang Schütze voor de geldende partijrang "Bewerber" ingevoerd.

## Opnamecriteria

### 1925-1932
Vanaf september 1925 werden volgens de "Rundschreiben Nr. 1" Bewerber tussen de 23 en 35 jaar toegelaten tot de nieuw opgerichte Schutzstaffel. En je moest twee borgstellers kunnen noemen, en vijf jaar op één plek bij de politie ingeschreven staan, en gezond en sterk zijn.
De belangrijkste voorwaarde voor een succesvolle aanvraag was het kleine ariërverklaring, was dat de aanvrager zijn volledige Arische, dat wil zeggen vooral de niet-joodse afkomst kunnen bewijzen tot aan zijn grootouders (voor de manschappen rangen en Unterführer (onderofficier)). Voor Führer (leiders) of Führeranwärter (kandidaat leider) was het grote ariërverklaring nodig, dat terug moest gaan tot het jaar 1750.
Voor de toelating van de SS-Bewerbern in de Schutzstaffel werd door de toenmalige SS-Hauptsturmführer Bruno Schultz in de uitgewerkte waardeschaal voor de rassencommissie van het SS-Rasse und Siedlungshauptamt (RuSHA), voor de SS-Bewerber zijn toelatingsexamen moesten verschijnen, een verplichte vereiste. De waardeschaal bevatte drie groepen:
- ras uiterlijke kenmerken van de Bewerber
- lichamelijke conditie
- algemene houding

Daarnaast onderscheidde de zogenaamde rastabel vijf groepen:
- zuiver Noord-Europese groep
- overwegend Noord-Europees of Faalse groep
- groep die uit een of twee harmonieus gemengde mensen met lichte alpiene, dinarische of mediterraanse toevoegingen
- groep halfbloed van oosterse of alpiene oorsprong
- groep van de halfbloed buiten-Europees oorsprong

Alleen de Bewerber die voldeden aan de criteria van de eerste drie groepen waren SS-waardig. Bovendien eiste RuSHA-professor Schultz in een negenpuntensysteem van de voorlopig benoemde SS-Mann een goed geproportioneerde lichaamsbouw. Alleen de eerste vier cijfers (“ideale gestalte”, “uitmuntend”, “zeer goed” en “goed”...) waren relevant voor toelating. Bewerber met de laagste drie cijfers faalden over het algemeen.
Naast de "raciale classificatie" van de kandidaten in een van de vijf groepen moesten ze ook een sportieve, goedgetrainde lichaamsbouw en een voorgeschreven minimumlengte hebben. Dit betrof alleen mensen die na 1933 bij de SS wilden. De Oude Strijder waren niet gebonden aan deze minimummaten.
Na formele vaststelling van geschiktheid door de rascommissie, moest de Bewerber testen en proeftijd ondergaan. Daarbij oriënteerde zich de individuele stations op de nazi-vakantiekalender.

### 1932-1939
In 1932 veranderden de toelatingscriteria van de SS, en was nu gebaseerd op behoeften. Alleen kandidaten die de maximale leeftijd van 30 jaar nog niet hadden bereikt en minimaal 1,70 m lang waren, mochten worden aangenomen. Met de oprichting van de SS-Verfügungstruppe (en de SS-Totenkopfverbänden), die vanaf 1933 volgde. De maximumleeftijd werd vastgesteld op 23 jaar, en de minimumlengte op 1,74 m. Wie lid wilde worden van de Leibstandarte Adolf Hitler moest minimaal 1,78 m lang zijn.
In de loop van de Tweede Wereldoorlog werden de toelatingscriteria in 1939 gewijzigd: 
- voor degenen ouder dan 17 jaar 1,68 m;
- voor degenen ouder dan 18 jaar 1,69 m;
- voor degenen ouder dan 19 jaar 1,70 m;[5]
- voor degenen boven de 20 jaar moest 1,71 m;
- voor het 21e jaar 1,72 m worden vervuld.